# Skoky na lyžích na Zimních olympijských hrách 1924
Skoky na lyžích byly závěrečnou lyžařskou disciplínou olympijských her a konaly se na novém můstku poblíž ledovce Les Bossons. Tento můstek, který vyprojektoval švédský inženýr Axel Nordling, byl považován ve své době za nejlepší na světě.
Již při tréninku však docházelo k pádům některých slabších závodníků. Mezi vyřazenými z účasti v závodě kvůli pádu byl i československý reprezentant Milda Prokopec.
V samotném závodu excelovali Norové, i když nejdelší délku skoku, 50 metrů, předvedl Američan Anders Haugen. Naopak nejmenší délku skoku, 25 metrů, dosáhl Francouz Albert. Po skončení závodů uspořádali Norové exhibici, při které Thams a Bonn skočili skoky dlouhé 57,5 metru.
Zajímavá situace vznikla okolo pořadí na třetím a čtvrtém místě.
Chybou při výpočtech byla bronzová medaile přidělena Noru Haugovi, teprve po 50 letech, při příležitosti setkání bývalých olympioniků, přiznal mezinárodní olympijský výbor chybu ve výsledcích. Dcera Thorleif Hauga (který mezitím zemřel) předala bronzovou medaili svého otce Andersi Haugenovi. Poté také olympijský výbor opravil výsledkovou listinu.

## Střední můstek
Datum závodu: 4. února 1924
| Místo | Jméno                 | Stát                         | 1. skok (body / metry) | 2. skok (body / metry) | Bodový průměr |
| ----- | --------------------- | ---------------------------- | ---------------------- | ---------------------- | ------------- |
| 1     | Jacob Tullin Thams    | Norsko (NOR)                 | 18,79 b./ 49,0 m       | 19,13 b./ 49,0 m       | 18,960 b.     |
| 2     | Narve Bonna           | Norsko (NOR)                 | 18,37 b./ 47,5 m       | 19,00 b./ 49,0 m       | 18,689 b.     |
| 3     | Anders Haugen         | Spojené státy americké (USA) | 18,33 b./ 49,0 m       | 17,50 b./ 50,0 m       | 17,916 b.     |
| 4     | Thorleif Haug         | Norsko (NOR)                 | 17,75 b./ 44,0 m       | 17,908 b./ 44,5 m      | 17,829 b.     |
| 5     | Einar Landvik         | Norsko (NOR)                 | 17,167 b./ 42,0 m      | 17,877 b./ 44,5 m      | 17,521 b.     |
| 6     | Axel Nilsson          | Švédsko (SWE)                | 16,959 b./ 42,5 m      | 17,333 b./ 41,0 m      | 17,146 b.     |
| 7     | Menotti Jacobsen      | Švédsko (SWE)                | 17,167 b./ 43,0 m      | 17,000 b./ 42,0 m      | 17,083 b.     |
| 8     | Alexander Girardbille | Švýcarsko (SUI)              | 16,71 b./ 40,5 m       | 16,87 b./ 41,5 m       | 16,79 b.      |
| 9     | Nils Lindh            | Švédsko (SWE)                | 16,667 b./ 41,0 m      | 16,808 b./ 41,5 m      | 16,738 b.     |
| 10    | Franz Wende           | Československo (TCH)         | 15,877 b./ 40,5 m      | 17,083 b./ 44,0 m      | 16,480 b.     |
| ---   | ---                   | ---                          | ---                    | ---                    | ---           |
| 20    | Karel Koldovský       | Československo (TCH)         | 9,252 b./ 33,5 m       | 15,75 b./ 39,0 m       | 12,50 b.      |
| 26    | Josef Bím             | Československo (TCH)         | 2,667 b./ pád          | 2,000 b./ pád          | 2,33 b.       |

Oficiálně byli klasifikováni pouze závodníci na prvních šesti místech. Další závodníci jsou v oficiálních výsledcích z olympiády uvedeni jako neklasifikovaní. Ve výsledcích je již uvedeno opravené pořadí na 3. a 4. místě.

## Přehled medailí
| Pořadí | Země                         | Zlato | Stříbro | Bronz | Celkově |
| ------ | ---------------------------- | ----- | ------- | ----- | ------- |
| 1.     | Norsko (NOR)                 | 1     | 1       | 0     | 2       |
| 2.     | Spojené státy americké (USA) | 0     | 0       | 1     | 1       |
| Celkem | Celkem                       | 1     | 1       | 1     | 3       |